# Vanessa Lachey
Vanessa Joy Minillo (Angeles, 9 de novembro de 1980) é uma apresentadora americana. 
Ela venceu o concurso de "Miss Teen USA" em 1998 e foi apresentadora do Total Request Live, na MTV. Hoje é repórter do programa Entertainment Tonight na cidade de Nova Iorque, onde ainda mora mesmo após a sua saída da emissora musical.

## Biografia
Ela nasceu numa base militar americana nas Filipinas. Seu pai, Vincent Minillo, é descendente de italianos e irlandeses. Com a transferência da família para os EUA, Vanessa morou primeiro no Estado da Califórnia.
Em 1998, ano em que venceu o Miss Teen USA, Vanessa representou a Carolina do Sul.
Recentemente, participou de comerciais de uma marca de jeans em seu país. No dia 28 de maio, ela dividiu com Mario Lopez a apresentação da 56ª edição do concurso de Miss Universo, na Cidade do México. Foi nessa ocasião que os brasileiros puderam conhecer melhor uma das figuras de destaque da mídia internacional.

## Filmografia
Vanessa Minnillo está no elenco do filme O Quarteto Fantástico-Em Busca do Surfista Prateado, que chegou aos cinemas brasileiros em julho de 2007. Na película, ela faz o papel de Angel, namorada do personagem Tocha Humana (interpretado por Chris Evans).
E também fez parte do elenco da parodia Super Heróis - A Liga da Injustiça fazendo o papel da personagem Amy.